# That Night in Leamington
That Night in Leamington is een livealbum van Mostly Autumn. De opnamen vonden plaats op 2 april 2010 in The Assembly te Leamington Spa, de dag/avond dat Heather Findlay afscheid nam van de band. Van het concert was al eerder een dvd verschenen.

## Musici
- Bryan Josh – zang, gitaar
- Heather Findlay – zang, akoestische gitaar, fluitjes, blokfluiten, percussie
- Iain Jennings – toetsinstrumenten
- Anne-Marie Helder – dwarsfluit, toetsinstrumenten, akoestische gitaar, blokfluiten, zang; percussie
- Liam Davison – gitaar, zang
- Andy Smith – basgitaar
- Gavin Griffiths – slagwerk
- Olivia Sparnenn – zang, percussie

## Muziek
| Nr. | Titel                                                      | Duur |
| --- | ---------------------------------------------------------- | ---- |
| 1.  | Fading Colours (Josh)                                      |      |
| 2.  | Caught in a Fold (Findlay)                                 |      |
| 3.  | Flowers for Guns (Findlay/Josh)                            |      |
| 4.  | Unoriginal Sin (Findlay)                                   |      |
| 5.  | The Spirit of Autumn Past - Part 2 (Findlay/Josh/Jennings) |      |
| 6.  | Simple Ways (Josh)                                         |      |
| 7.  | The Last Bright Light (Josh)                               |      |
| 8.  | Passengers (Josh)                                          |      |
| 9.  | Shrinking Violet (Findlay/Josh)                            |      |

| Nr. | Titel                                           | Duur |
| --- | ----------------------------------------------- | ---- |
| 1.  | Carpe Diem (Findlay/Jennings)                   |      |
| 2.  | Winter Mountain (B Josh/R Josh)                 |      |
| 3.  | The Dark Before the Dawn (Josh/Jennings/Faulds) |      |
| 4.  | Answer the Question (Josh/Jennings)             |      |
| 5.  | Nowhere to Hide (Close my Eyes) (Findlay/Josh)  |      |
| 6.  | Half the Mountain (Josh)                        |      |
| 7.  | Mother Nature (Josh)                            |      |
| 8.  | Above the Blue (Findlay)                        |      |
| 9.  | Heroes Never Die (Josh/Rayson)                  |      |
| 10. | Evergreen (Findlay/Josh)                        |      |